# 東京都由井村B29爆撃機墜落事故
東京都由井村B29爆撃機墜落事故（とうきょうとゆいむらB29ばくげききついらくじこ）は、1952年（昭和27年）8月6日に横田基地を離陸したB29爆撃機が、東京都南多摩郡由井村（現八王子市）に墜落した事故である。

## 事故の概要
1952年（昭和27年）8月6日午後7時20分頃、爆弾を搭載して離陸したB29爆撃機が、由井村（現・八王子市）西長沼（現長沼町）に墜落、炎上。積載した砲弾や銃弾にも引火、次々と爆発して周辺に散乱した。
朝鮮戦争の最中であり、米軍基地からは爆撃機が頻繁に朝鮮半島へ向けて飛び立っていたため、消防団や付近の住民は墜落機がB29と判った時点で爆弾積載の可能性を察知し、消火活動を放棄して遠くへ避難したため、住民からのけが人はなかった。
目撃者の話や警察の調査によれば、事故機は離陸直後にエンジン故障を起こし、その時点で爆弾の投棄を始めたという。横田基地より墜落地点に至るまで、由木村、由井村の人のいない場所に次々と爆弾を投棄しながら高度を下げ、墜落した。同年8月7日付の読売新聞の記事によれば、墜落後に大音響と共に爆発との記述がある。
現場は京王線平山駅と長沼駅間の線路に近く、京王線は長時間不通となった。事故機の乗員12名は墜落直前にパラシュートを身に着けて飛行機より飛び出し、日野豊田鉄道グラウンド（現・豊田車両センター付近）に9名は無事に降下したが、2名は死亡した（残り1名については生死不明）。